# Новий Кодрень
Новий Кодрень (рум. Codrenii Noi) — село в Молдові в Дондушенському районі. Входить до складу комуни, центром якої є село Фрасін.
Більшість населення - українці. Згідно з переписом населення 2004 року - 362 особи. (50,3%), молдован - 320 осіб (44,5%).
| Молдова | Це незавершена стаття з географії Молдови. Ви можете допомогти проєкту, виправивши або дописавши її. |